# 2-я Пятилетка (Московская область)
2-я Пятилетка — деревня в Ступинском районе Московской области в составе Леонтьевского сельского поселения (до 2006 года входило в Леонтьевский сельский округ). 2-я Пятилетка на 2015 год — населённый пункт без официального населения, фактически дачный посёлок: в деревне 1 улица и 3 садовых товарищества. 

## Население
| 2002 | 2006 | 2010 |
| ---- | ---- | ---- |
| 0    | →0   | →0   |

2-я Пятилетка расположена в центральной части района, высота центра деревни над уровнем моря — 174 м. Ближайшие населённые пункты примерно в 2 км: Авдулово-1 на восток, Еганово и Новоеганово на восток и Девяткино городского поселения Малино — на запад.